# Zawijka

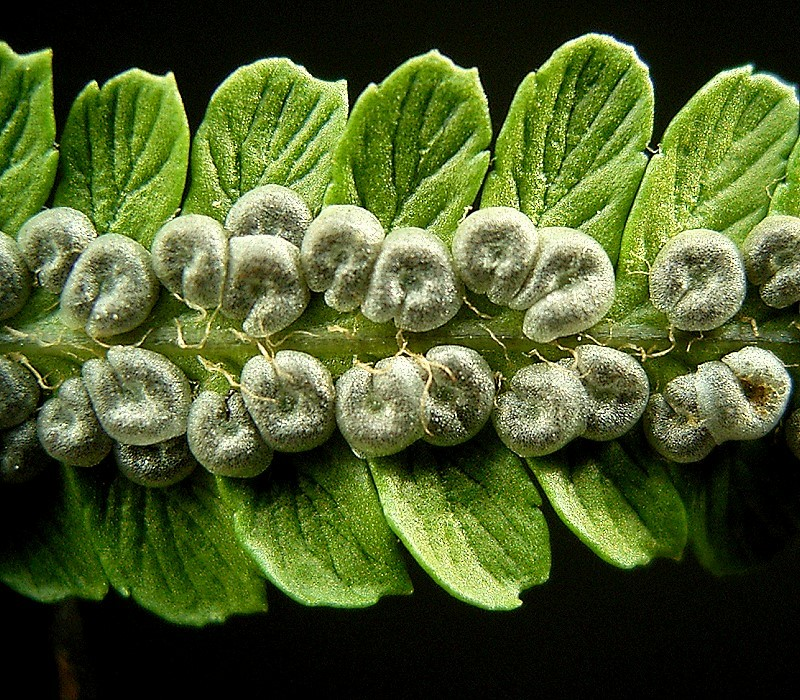
Zawijki u nerecznicy samczej

Zawijka, induzjum (łac. indusium) – wyrostek skórki spodniej strony liścia paproci, przykrywający kupki zarodni (skupienie zarodni). Zawijka może mieć kształt łuski przytwierdzonej bocznie lub promienistej, przymocowanej środkiem do liścia. Zawijka może być dwuwargowa – kiedy dwustronnie osłania kupkę, lub mieć postać wypukłej klapki.
Istnieje także szereg postaci pośrednich oraz paprocie niewykształcające zawijki (np. rodzina długoszowatych (Osmundaceae). W miarę dojrzewania zarodników zawijka usycha.
Zawijki mogą mieć kształt tarczkowaty, podłużny lub nerkowaty, czasami zawijki brak, lub występuje tylko w szczątkowej postaci. Obecność i kształt zawijki stanowią ważną cechę systematyczną paproci.